# Kiru pekcsei király
Kiru (Giru) (? – 128) az ókori Pekcse (Baekje) állam harmadik királya volt.

## Élete
Taru (Daru) király legidősebb gyermekeként született, édesanyja kiléte nem ismert. 33-ban avatták koronaherceggé, 44 évvel később, apja halála után került trónra. Először nem volt jó viszonya a szomszédos Sillával, 85-ben sereget küldött ellenük, később azonban több követet is küldött és békét kötöttek. 125-ben, amikor a malgalok megtámadták Sillát, Pekcse (Baekje) segítséget nyújtott a visszaverésükben, miközben maga is malgal fosztogatókkal küzdött.
A Szamguk szagi (Samguk sagi) szerint 97-ben két sárkány jelent meg a Han folyóban, innen kapta Szöul Jongszan (Yongsan) („Sárkány-hegy”) területe a nevét. A feljegyzések szerint számos természeti katasztrófa sújtotta az országot Kiru (Giru) uralkodása alatt, többek között földrengés, szárazság, tájfun és éhínség is.
128-ban hunyt el, sírhelyére vonatkozóan nincsenek feljegyzések. A trónon fia, Keru (Gaeru) követte.